# Grand Prix automobile de France 1987

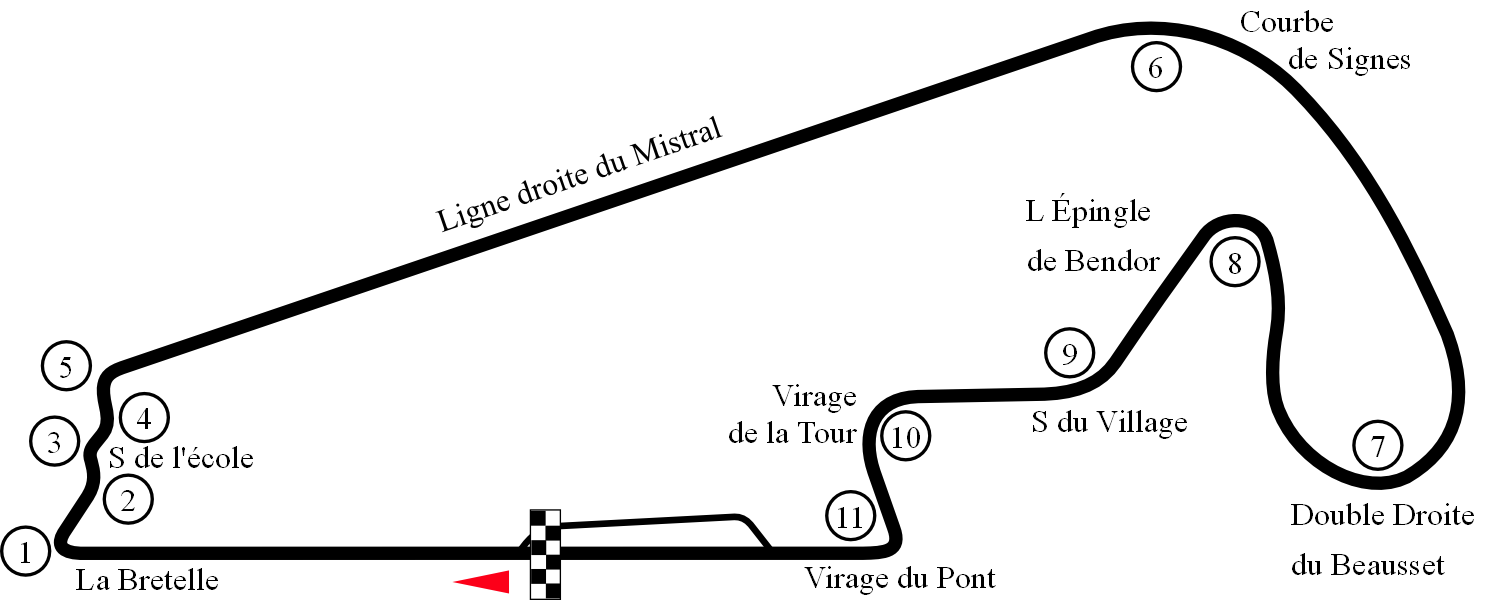
Circuit du Grand Prix automobile Paul Ricard

Résultats du Grand Prix de France de Formule 1 1987 qui a eu lieu sur le circuit Paul Ricard le 5 juillet.

## Classement
| Pos. | No | Pilote             | Écurie                 | Tours | Temps/Abandon                      | Grille | Points |
| ---- | -- | ------------------ | ---------------------- | ----- | ---------------------------------- | ------ | ------ |
| 1    | 5  | Nigel Mansell      | Williams-Honda         | 80    | 1 h 37 min 03 s 839 (188,560 km/h) | 1      | 9      |
| 2    | 6  | Nelson Piquet      | Williams-Honda         | 80    | + 7 s 711                          | 4      | 6      |
| 3    | 1  | Alain Prost        | McLaren-TAG            | 80    | + 55 s 255                         | 2      | 4      |
| 4    | 12 | Ayrton Senna       | Lotus-Honda            | 79    | + 1 tour                           | 3      | 3      |
| 5    | 19 | Teo Fabi           | Benetton-Ford          | 77    | + 3 tours                          | 7      | 2      |
| 6    | 4  | Philippe Streiff   | Tyrrell-Ford           | 76    | + 4 tours                          | 25     | 1      |
| 7    | 3  | Jonathan Palmer    | Tyrrell-Ford           | 76    | + 4 tours                          | 24     |        |
| 8    | 2  | Stefan Johansson   | McLaren-TAG            | 74    | Alternateur                        | 9      |        |
| 9    | 14 | Pascal Fabre       | AGS-Ford               | 74    | + 6 tours                          | 26     |        |
| Abd. | 28 | Gerhard Berger     | Ferrari                | 71    | Suspension                         | 6      |        |
| Nc.  | 11 | Satoru Nakajima    | Lotus-Honda            | 71    | Non classé                         | 16     |        |
| Abd. | 27 | Michele Alboreto   | Ferrari                | 64    | Moteur                             | 8      |        |
| Abd. | 17 | Derek Warwick      | Arrows-Megatron        | 62    | Turbo                              | 10     |        |
| Abd. | 30 | Philippe Alliot    | Larrousse-Ford         | 57    | Transmission                       | 23     |        |
| Abd. | 16 | Ivan Capelli       | March-Ford             | 52    | Moteur                             | 22     |        |
| Abd. | 23 | Adrian Campos      | Minardi-Motori Moderni | 52    | Turbo                              | 21     |        |
| Abd. | 25 | René Arnoux        | Ligier-Megatron        | 33    | Échappement                        | 13     |        |
| Abd. | 20 | Thierry Boutsen    | Benetton-Ford          | 31    | Distributeur                       | 5      |        |
| Abd. | 10 | Christian Danner   | Zakspeed               | 26    | Surchauffe                         | 19     |        |
| Abd. | 26 | Piercarlo Ghinzani | Ligier-Megatron        | 24    | Moteur                             | 17     |        |
| Abd. | 24 | Alessandro Nannini | Minardi-Motori Moderni | 23    | Moteur                             | 15     |        |
| Abd. | 7  | Riccardo Patrese   | Brabham-BMW            | 19    | Différentiel                       | 12     |        |
| Abd. | 9  | Martin Brundle     | Zakspeed               | 18    | Perte d'une roue                   | 18     |        |
| Abd. | 21 | Alex Caffi         | Osella-Alfa Romeo      | 11    | Boîte de vitesses                  | 20     |        |
| Abd. | 8  | Andrea De Cesaris  | Brabham-BMW            | 2     | Moteur                             | 11     |        |
| Abd. | 18 | Eddie Cheever      | Arrows-Megatron        | 0     | Allumage                           | 14     |        |

## Pole position et record du tour
- Pole position : Nigel Mansell en 1 min 06 s 454 (vitesse moyenne : 206,561 km/h).
- Meilleur tour en course : Nelson Piquet en 1 min 09 s 548 au 68e tour (vitesse moyenne : 197,372 km/h).

## Tours en tête
- Nigel Mansell : 70 (1-35 / 46-80)
- Nelson Piquet : 10 (36-45)

## À noter
- 9e victoire pour Nigel Mansell.
- 33e victoire pour Williams en tant que constructeur.
- 20e victoire pour Honda en tant que motoriste.